# 1972 Yi Xing
Az 1972 Yi Xing (ideiglenes jelöléssel 1964 VQ1) a Naprendszer kisbolygóövében található aszteroida. Bíbor-hegyi Obszervatórium fedezte fel 1964. november 9-én.